# 交響曲第4番 (ベートーヴェン)
交響曲第4番 変ロ長調 作品60（こうきょうきょくだい4ばん へんロちょうちょう さくひん60）は、ルートヴィヒ・ヴァン・ベートーヴェンの作曲した4作目の交響曲。

## 概要
スケッチ帳の紛失のため正確な作曲時期は不明だが、1806年夏ごろから本格的な作曲が始められている。この年はラズモフスキー四重奏曲集、ピアノ協奏曲第4番、ヴァイオリン協奏曲、オペラ《レオノーレ》第2稿などが作曲されたベートーヴェンの創作意欲が旺盛な時期であり、この作品も比較的短期間に仕上げられている。10月中には作品が完成し、献呈先のオッペルスドルフ伯爵に総譜が渡されたと考えられている。
ベートーヴェンの交響曲の中では古典的な均整の際立つ作品で、ロベルト・シューマンの言葉とされる「2人の北欧神話の巨人（第3番と第5番のこと）の間にはさまれたギリシアの乙女」という表現が広く伝わる。また、エクトル・ベルリオーズは「スコアの全体的な性格は生き生きとしていて、きびきびとして陽気で、この上ない優しさを持っている」と評した。しかし、そのようなイメージとは異なった力強い演奏がなされる例もあり、ロバート・シンプソンは「この作品の持つ気品は『乙女』のものでも『ギリシア』のものでもなく、巨人が素晴らしい身軽さと滑らかさで気楽な体操をこなしているときのものなのだ。ベートーヴェンの創造物には、鋼のような筋肉が隠されている」と述べている。

## 初演
1807年3月、ロプコヴィツ侯爵邸で開かれた私的演奏会で、ベートーヴェンの指揮によって初演された。なお、同じ演奏会で『コリオラン』序曲とピアノ協奏曲第4番も初演されている。公開初演は1807年11月15日にブルク劇場で行われた慈善演奏会において、やはりベートーヴェンの指揮で行われた。

## 楽器編成
| 木管         | 木管 | 金管         | 金管         | 打         | 打       | 弦              | 弦 |
| ------------ | ---- | ------------ | ------------ | ---------- | -------- | --------------- | -- |
| フルート     | 1    | ホルン       | 2            | ティンパニ | 一対     | 第1ヴァイオリン | ●  |
| オーボエ     | 2    | トランペット | 2            | 他         |          | 第2ヴァイオリン | ●  |
| クラリネット | 2    | 他           |              | 他         | ヴィオラ | ●               |    |
| ファゴット   | 2    | 他           | チェロ       | 他         | ●        |                 |    |
| 他           |      | 他           | コントラバス | 他         | ●        |                 |    |

標準の二管編成よりさらにフルートが1本少なく、ベートーヴェンの交響曲の中で最小である。これはウィーンから離れたシレジアに屋敷をかまえていたオッペルスドルフ伯爵のオーケストラの規模を反映したものと考えることもできる。

## 曲の構成
全4楽章からなり、演奏時間は約34分。
第1楽章 Adagio 変ロ長調（冒頭は変ロ短調）4分の4拍子 - Allegro vivace 変ロ長調 2分の2拍子、ソナタ形式（提示部反復指定あり）
冒頭の3度下降と2度上昇を繰り返す音形進行は、第5番第1楽章第1主題の音形進行と共通している（移動ドで読めば第4番はファ-レ-ミ-ド-レ-シ-ド-ラ、第5番はミ-ド-レ-シ）。暗い雰囲気の序奏から盛り上がり、主部に入ると一転して軽快な音楽が続く。序奏と動機の上で関連を持つ第2主題は木管楽器に提示され、後半ではカノン風の書法が見られる。また、第2主題提示前から頻繁に提示されるシンコペーションが効果的に使われており、このモチーフを使って書かれた提示部反復用の14小節の楽節は、ベートーヴェンの交響曲中最長である。2拍子で書かれていることから、全音符や2分音符の使用が比較的多いことも特筆される。提示部冒頭では軽く提示される第1主題が、再現部冒頭では強奏で再現されるというベートーヴェンの好んだ構成がとられている。コーダはベートーヴェンのものとしては短く簡潔である。
第2楽章 Adagio 変ホ長調 4分の3拍子
展開部を欠くソナタ形式。冒頭で提示される符点リズムが全体に行きわたっており、その上に流れる息の長い旋律が特徴的。第2主題はクラリネットによりどこかもの悲しく提示され、これが第1主題の動機に打ち消されて再現部に入る。再現部は型通りのものではなく、特に第1主題部においては展開部の不在を補うように劇的な表現が聴かれる。第2主題以降は型通りの再現となっている。楽章の最後に現れるティンパニの独奏は当時の新機軸として注目される。
第3楽章 Allegro vivace、トリオ(中間部)はUn poco meno Allegro 変ロ長調 4分の3拍子
複合三部形式。スケルツォ楽章であるが、楽譜には「スケルツォ」と明示されていない。冒頭より繰り返し現れるシンコペーションやヘミオラが特徴的である。トリオでは木管楽器による牧歌的な楽想を扱う。全体としてはトリオが二回現れるA-B-A-B-A'の形式をとる。
第4楽章 Allegro ma non troppo 変ロ長調 4分の2拍子
ソナタ形式（提示部反復指定あり）。第1主題は16分音符の速いパッセージによるもので、この動機は楽章全体を支配している。第2主題は木管、次いで弦になだらかに提示される。ファゴットによる第1主題の再現は演奏上の難所として知られる。